# Lillian Randolph

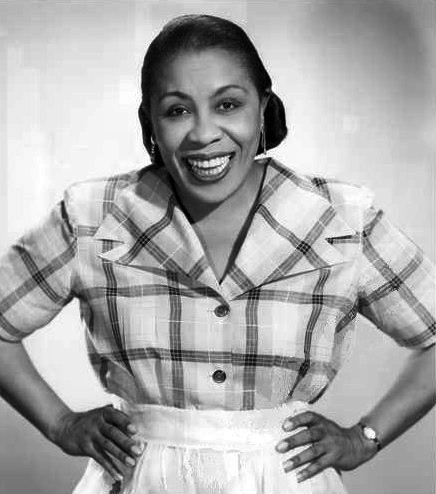
Lillian Randolph im Jahr 1952

Lillian Randolph (* 14. Dezember 1898 in Knoxville, Tennessee als Castello Randolph; † 12. September 1980 in Los Angeles, Kalifornien) war eine US-amerikanische Schauspielerin und Sängerin, welche eine jahrzehntelange Karriere in Film, Radio und Fernsehen hatte.

## Leben und Karriere
Lillian Randolph wurde als Tochter eines afroamerikanischen Pfarrers und Lehrers in Tennessee geboren. Auch Lillians ältere Schwester Amanda Randolph (1896–1967) wurde später Sängerin und Schauspielerin. Obwohl auf ihrem Grabstein das Geburtsjahr 1914 verzeichnet steht, gilt 1898 als allgemein anerkanntes Geburtsdatum von Lillian Randolph. Zunächst begann sie ihre Laufbahn als Sängerin bei lokalen Radiostationen in Cleveland und Detroit. Nachdem sie auf Anraten des Detroiter Radiobesitzers George W. Trendle professionelle Kurse für eine Karriere als Radiosängerin belegt hatte, wuchsen ihre Aufgaben zusehends und sie erhielt Aufträge bei größeren Radiostationen. Unter anderem musste Randolph drei Monate lang einen Kurs in „schwarzem Dialekt“ belegen, dem klischeehaften Pidgin-Englisch, welches damals viele schwarze Figuren in den Filmen, Liedern und Shows der US-Unterhaltungsindustrie sprachen (und sie bis dahin nie gesprochen hatte).
1936 zog Randolph nach Los Angeles, wo sie unter anderem in den Radioshows von Al Jolson und Al Pearce auftrat. In Los Angeles lebend, kam die Afroamerikanerin bald zu ersten Filmrollen – zunächst noch hauptsächlich als Sprecherin in Zeichentrickfilmen, dann auch mit ihrem Körper als Darstellerin in Spielfilmen. Ihre wohl bekannteste Sprechrolle wurde das Dienstmädchen „Mammy Two-Shoes“ – von welchem immer nur die untere Hälfte des Körpers zu sehen ist – in vielen der populären Tom-und-Jerry-Zeichentrickfilmen. Über zwölf Jahre sprach Randolph die Mammy Two-Shoes, bis die Figur aufgrund von Kritik an der stereotypischen Darstellung eines schwarzen Dienstmädchens 1952 gestrichen wurde. Auch das an eine weitgehend afroamerikanische Leserschaft gerichtete Magazin Ebony kritisierte Randolph einmal als Darstellerin von Stereotypen. Randolph verteidigte sich, dass sie ihre Rollen nicht als den Ruf der Afroamerikaner beschädigend empfand, und sah diese als Chance für schwarze Schauspieler.
Eine ihrer bekanntesten Rollen hatte Randolph als Dienstmädchen Birdie Lee Coggins in der Radiocomedy The Great Gildersleeve, die zwischen 1941 und 1957 im Radio lief. Auch in einer aus der Radioserie entstandenen Filmreihe in den 1940ern und in einer Fernsehserie über Gildersleeve im Jahr 1955 spielte Randolph die Rolle der Birdie Mae. Weitere Radiorollen hatte sie als Madame Queen in der Radioshow Amos 'n' Andy mit dem Komikerduo Freeman Gosden und Charles Correll sowie in der Billie Burke Show. Außerdem sprach sie Anfang der 1950er-Jahre für zwei Jahre die Titelrolle in Beulah, der ersten Radioserie für Afroamerikaner. Dabei ersetzte sie die erkrankte Oscar-Preisträgerin Hattie McDaniel. 
Vor allem in den 1940er-Jahren war Randolph in zahlreichen Film-Nebenrollen zu sehen, wie die meisten schwarzen Darsteller ihrer Zeit allerdings häufig ohne Nennung im Abspann und in typischen Rollen als Bedienstete. Ihre vielleicht bekannteste Filmrolle hatte sie als Annie, das Dienstmädchen der Familie Bailey, in Frank Capras Weihnachtsklassiker Ist das Leben nicht schön? aus dem Jahre 1946. Im folgenden Jahr hatte sie ebenfalls einen größeren Part neben Cary Grant und Myrna Loy in So einfach ist die Liebe nicht.
In späteren Jahren trat die eigentliche Sängerin wieder häufiger in Clubs auf und nahm ebenfalls Schallplatten auf; außerdem unterrichtete sie angehende Schauspielerinnen in den 1960er-Jahren. In den 1970er-Jahren kehrte sie wieder verstärkt vor die Kamera zurück und hatte Gastauftritte in Fernsehserien, zwei Jahre vor ihrem Tod bekleidete sie eine Nebenrolle in Magic – Eine unheimliche Liebesgeschichte (1978) unter der Regie von Richard Attenborough. Insgesamt hatte Randolph über 100 Film- und Fernsehauftritte.
Randolph war dreimal verheiratet, ihre Tochter war die Schauspielerin und Sängerin Barbara Randolph (1942–2002), die unter anderem in Rat mal, wer zum Essen kommt (1967) spielte. Lillian Randolph verstarb 1980 im Alter von 81 Jahren an einer Krebserkrankung. Ein halbes Jahr vor ihrem Tod wurde sie in die Black Filmmakers Hall of Fame aufgenommen.

## Filmografie (Auswahl)
- 1935: Die drei kleinen Waisenkätzchen (Three Orphan Kittens) Stimme
- 1938: Life Goes On
- 1939: Way Down South
- 1939: Die Marx Brothers im Zirkus (At the Circus)
- 1940–1952: Tom und Jerry (18 Kurzfilme) Stimme
- 1940: Little Men
- 1941: All-American Co-Ed
- 1942: Der gläserne Schlüssel (The Glass Key)
- 1942: Atemlos nach Florida (The Palm Beach Story)
- 1942–1944: The Great Gildersleeve-Filmreihe (4 Langfilme)
- 1943: Keine Zeit für Liebe (No Time for Love)
- 1944: Zeuge gesucht (Phantom Lady)
- 1944: Die Abenteuer Mark Twains (The Adventures of Mark Twain)
- 1944: Three Little Sisters
- 1946: Ist das Leben nicht schön? (It’s a Wonderful Life)
- 1947: So einfach ist die Liebe nicht (The Bachelor and the Bobby-Soxer)
- 1948: Schlingen der Angst (Sleep, My Love)
- 1948: Geld oder Liebe (Let’s Live a Little)
- 1949: Once More, My Darling
- 1951: Dear Brat
- 1952: Meuterei am Schlangenfluß (Bend of the River)
- 1955: The Great Gildersleeve (Fernsehserie, 16 Folgen)
- 1964: Wiegenlied für eine Leiche (Hush… Hush, Sweet Charlotte)
- 1970: Die große weiße Hoffnung (The Great White Hope)
- 1970: Mannix (Fernsehserie, 1 Folge)
- 1975: Rafferty und die wilden Mädchen (Rafferty and the Gold Dust Twins)
- 1975: Einmal ist nicht genug (Once Is Not Enough)
- 1977: Roots (Fernsehserie, 2 Folgen)
- 1978: Magic – Eine unheimliche Liebesgeschichte (Magic)
- 1979: Mord im Zwiebelfeld (The Onion Field)